# NDR Blue
NDR Blue – niemiecka stacja radiowa należąca do Norddeutscher Rundfunk (NDR), publicznego nadawcy radiowo-telewizyjnego dla północnych Niemiec. Została uruchomiona w 2008 roku pod nazwą NDR Musik Plus, w 2012 uzyskała obecną nazwę. Adresowana jest do osób, które cenią muzykę spoza list przebojów. W ramówce znaleźć można autorskie audycje dziennikarzy muzycznych, a także powtórki wybranych programów muzycznych z większych anten NDR. Stacja koncentruje się na takich gatunkach jak pop, rock i jazz, ale ma ambicję ukazywać je szerzej i głębiej niż większość innych rozgłośni. 
Stacja jest dostępna w cyfrowym przekazie naziemnym na całym obszarze obsługiwanym przez NDR, czyli w krajach związkowych Hamburg, Dolna Saksonia, Szlezwik-Holsztyn i Meklemburgia-Pomorze Przednie, a także - ze względu na zasięg nadajników - w Bremie. Dodatkowo można ją znaleźć w Internecie oraz w niekodowanym przekazie z satelity Astra 1M. 